# Nemacheilus yingjiangensis
Nemacheilus yingjiangensis är en fiskart som beskrevs av Zhu 1982. Nemacheilus yingjiangensis ingår i släktet Nemacheilus och familjen grönlingsfiskar. IUCN kategoriserar arten globalt som otillräckligt studerad. Inga underarter finns listade i Catalogue of Life.